# Ladislas Philippe de Habsbourg-Lorraine
Ladislas Philippe de Habsbourg-Lorraine, né au château d'Alcsútdoboz, le 16 juillet 1875 et mort à l'hôpital Élisabeth de Budapest, le 6 septembre 1895, est un archiduc d'Autriche et un prince de Hongrie.

## Biographie

### Famille
L'archiduc Ladislas Philippe, né au château château d'Alcsút, aujourd'hui comitat de Fejér en Hongrie, le 16 juillet 1875 est le second fils et le cinquième des sept enfants de l'archiduc palatin de Hongrie Joseph de Habsbourg-Lorraine (1833-1905) et de son épouse la princesse Clotilde de Saxe-Cobourg-Gotha (1846-1927),.
Par son père, il est donc l'arrière-petit-fils de l'empereur Leopold II d'Autriche et de son épouse l'infante d'Espagne Marie-Louise de Bourbon. Par sa mère, il est également l'arrière-petit-fils du roi des Français Louis-Philippe Ier et de son épouse Marie-Amélie de Bourbon-Siciles,.
Outre son frère Joseph, Ladislas Philippe de Habsbourg a cinq sœurs : 1) Élisabeth (1865-1866), 2) Marie-Dorothée (1867-1932), qui épouse en 1896 le prétendant orléaniste français Philippe d'Orléans (1869-1926), 3) Marguerite-Clémentine (1870-1955), qui épouse en 1890 le prince Albert Ier de Tour et Taxis (1867-1952), 4) Elisabeth Henriette (1883-1958), célibataire et 5) Clotilde (1884-1903).

### Éducation et formation

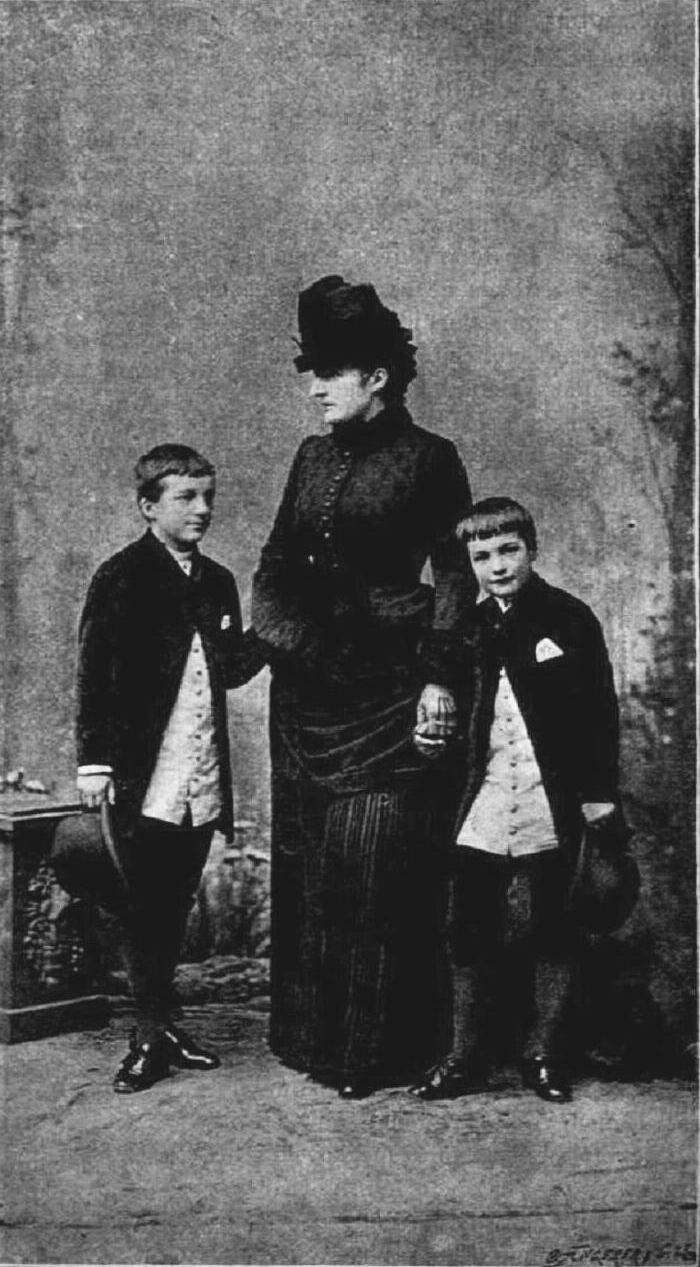
Clotilde de Saxe-Cobourg-Gotha et ses deux fils Joseph et Ladislas Philippe en 1885.

Ladislas Philippe grandit avec son frère et ses sœurs au château d'Alcsút et passe la majeure partie de son enfance en Hongrie. Ladislas et son frère Joseph sont placés sous le professorat du chanoine János Holdházy de 1877 à 1892. En raison d'un estomac fragile, l'archiduc est contraint d'étudier en suivant des cours privés. Après une longue période de rémission, il réussit son baccalauréat devant les pères bénédictins au lycée de Győr en 1892 avant de débuter, la même année, sa carrière militaire.
Sous la direction de son éducateur personnel, le major Heinrich Himmel von Agisburg (1843-1915), plus tard major général, activiste catholique et organisateur de pèlerinages, l'archiduc Ladislas reçoit sa formation militaire à l'Académie militaire royale hongroise Ludovika. Il se familiarise avec l'infanterie, la cavalerie et l'artillerie, ainsi qu'avec l'escrime, l'histoire, la géographie militaire, l'allemand, le français et le hongrois, langue qu'il apprend par Pokorny, un professeur de lycée à Budapest. L'archiduc Ladislas a reçu sa formation militaire au régiment d'infanterie impérial et royal hongrois no 6. Il a ensuite été avancé en qualité de lieutenant régiment d'infanterie impérial et royal hongrois « Archiduc Joseph » no 37. Le jeune archiduc est très populaire en Hongrie.

### Mort

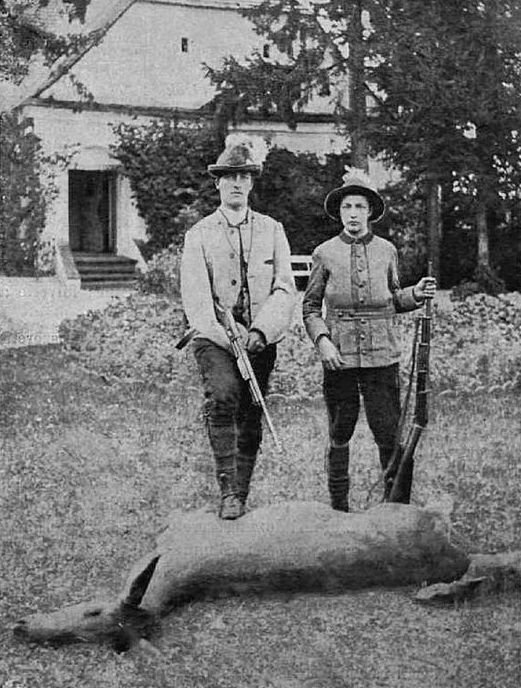
Ladislas Philippe et son frère Joseph.

Comme la plupart des aristocrates de son temps, l'archiduc Ladislas est un chasseur passionné. Le 2 septembre 1895, il se met en route pour sa première chasse de manière autonome, muni d'un fusil à double canon, l'un chargé d'une balle, l'autre d'une chevrotine. Il a l'intention de chasser les sangliers et les chats sauvages dans la forêt près d'Arad, en Transylvanie, avec ses compagnons Adolf Libit (gérant du domaine d'Alcsút), Frank Szkallák (forestier) et Stuart Marek. Quand il tuait un chat sauvage, il voulait le tuer d'un coup de crosse de fusil. Ce jour-là, il abat un chat sauvage avec la chevrotine. En s'approchant de l'animal qui gît dans les herbes, il remarque qu'il vit encore. Il s'apprête à l'achever, mais son arme s'accroche à des branchages et le coup part subitement, le blessant à la cuisse droite. Pris de panique, l'entourage du jeune homme craint les reproches des parents de l'archiduc. Le coup à bout portant a brisé le fémur et des morceaux de tissu ont pénétré profondément dans la plaie. Après les premiers soins dispensés sur place par le docteur Garay, rejoint par le docteur Albert, médecin de district qui avait été requis par ses compagnons de chasse, le prince est transporté à l'hôpital de Kisjøre. Ses parents, avertis par télégramme, dépêchent le docteur Gyula Parecz sur les lieux et sont arrivés le lendemain. En dépit des grandes souffrances du blessé, Gyula Parecz constate que le patient a la jambe fracturée et décide qu'il doit être soigné à Budapest. On fait alors procéder au transfert de Ladislas, qui est transporté en ambulance à la gare de Keleti à Arad. Pour effectuer le voyage vers la gare de Budapest-Kelenföld, trois berlines sont attachées au train de voyageurs des chemins de fer royaux hongrois.
Le 4 septembre, Ladislas est donc amené à l'hôpital Elisabeth de Budapest (aujourd'hui Sportegezsegügy Intezet) où il est opéré le jour même par le médecin-chef Miklós Janny, assisté des médecins Lajos Rapcsák, Leó Liebermann et Sándor Rimely. Une inflammation de la moëlle osseuse et une gangrène sont apparues le 5 septembre, causant la mort de l'archiduc Ladislas le lendemain matin à 10 h 47. Le supérieur des Jésuites, le père Jakob Schäffer, qui lui a administré les derniers sacrements, a déclaré que l'archiduc était mort très courageusement et calmement. Le 10 septembre, il est inhumé dans la crypte palatinale du palais de Budavár.

### Postérité

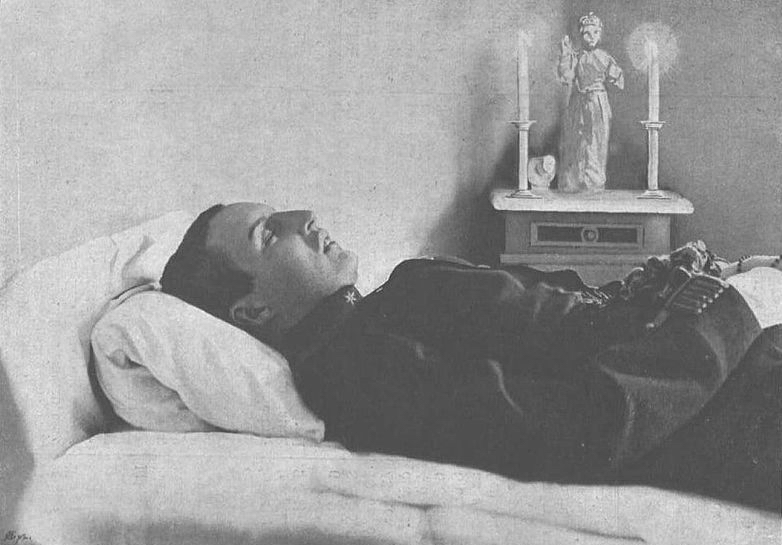
L'archiduc Ladislas Philippe sur son lit de mort.

La mort accidentelle tragique du jeune archiduc occupe le public et génère une couverture médiatique mondiale. Une nécrologie dans le journal australien The Capricornian du 2 novembre 1895 décrit le prince comme « aimable, intelligent et bienveillant », une déclaration similaire est publiée dans une nécrologie du magazine The Catholic World édité à Mönchengladbach.
Le diplomate prussien Philipp zu Eulenburg, dont il convient de considérer les propos avec prudence, décrit l'archiduc Ladislas dans ses mémoires comme un garçon de bonne humeur, mais « pieux et stupide » et se moque de ses caractéristiques hongroises et de sa prononciation de la langue allemande lente avec un fort accent hongrois. Ces caractérisations sont probablement largement exagérées et imputables à son mépris pour tout ce qui n'est pas prussien.
Le père de l'archiduc Ladislas fait don de son château de Piliscsaba à l'ordre lazariste et y fonde un monastère en 1898, à la mémoire de son fils défunt.

## Honneur
Ladislas Philippe d'Autriche-Lorraine est :
- 1112e Chevalier de l'ordre de la Toison d'or d'Autriche (1895).
- Grand-croix de l'ordre de l'Aigle blanc (Serbie).